# 水上號列車
水上（日语： Minakami */?）號列車是由東日本旅客鐵道（JR東日本）運行於上野站至水上站之間的特急列車。曾經該列車由日本國有鐵道（國鐵）營運。列車途經東北本線、高崎線和上越線。

## 概要
為了運送遊客前往水上溫泉鄉，於1957年起開設了前往上越線方向的優等列車。在上越新幹線啟用（1982年）後，在東京近郊其中一個重要通勤服務。主要的客源是在上越線中的水上站、沼田站和澀川站等，這些沒有新幹線的車站。
「水上」這個列車名稱於1997年開始使用。1982年當時使用了新特急「谷川」，後來由於上越新幹線（東京站 - 高崎站、越後湯澤站之間）也使用「谷川」這個名稱，因此才改名為「水上」。
但是，隨著開始有許多乘客改用上越新幹線和關越自動車道，使客量減少。在2010年12月3日結束了所有定期列車班次，在翌年12月4日起開設臨時列車班次。

## 運行概況

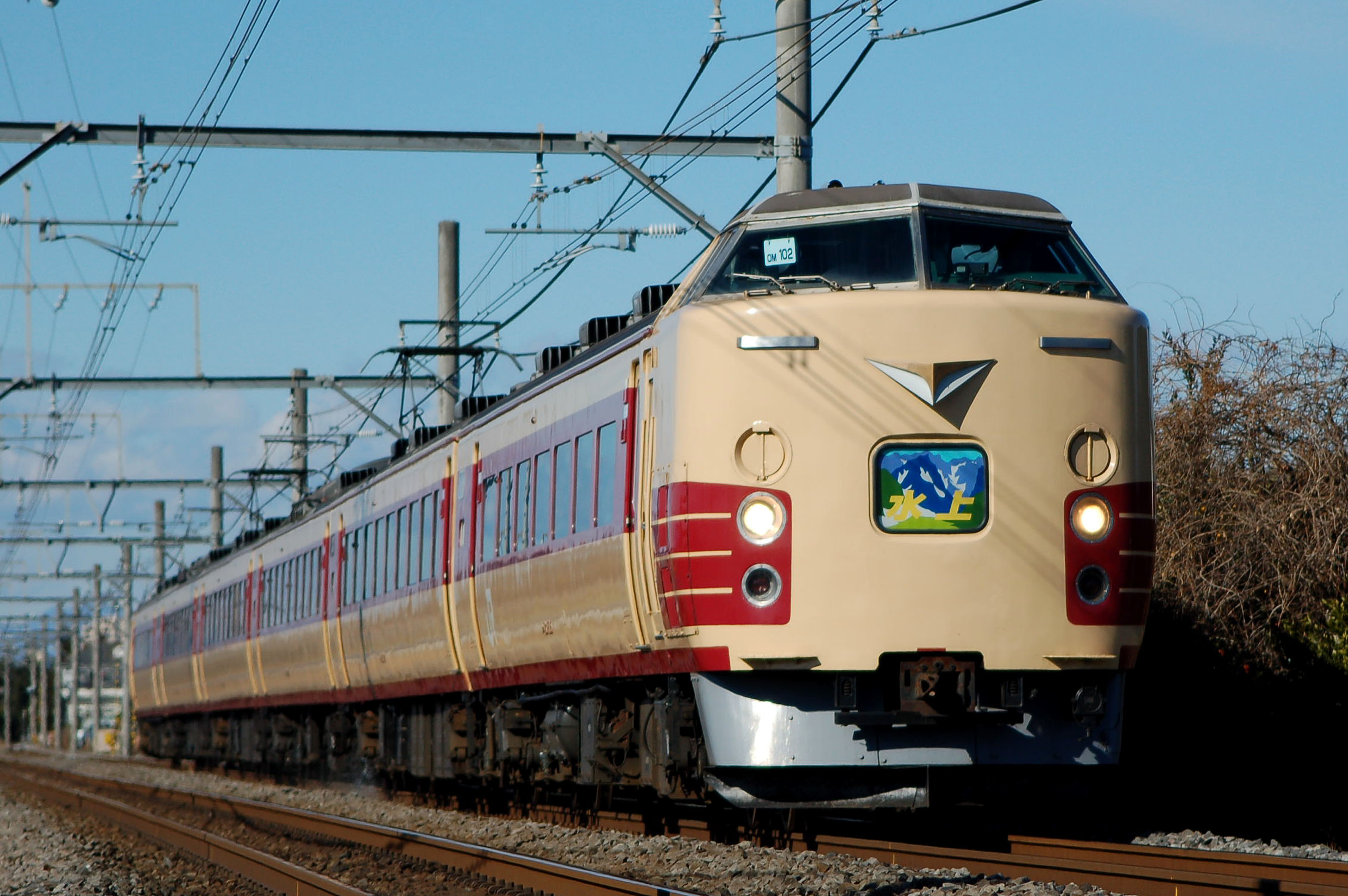
使用183系行走特急「水上」（2008年1月3日）

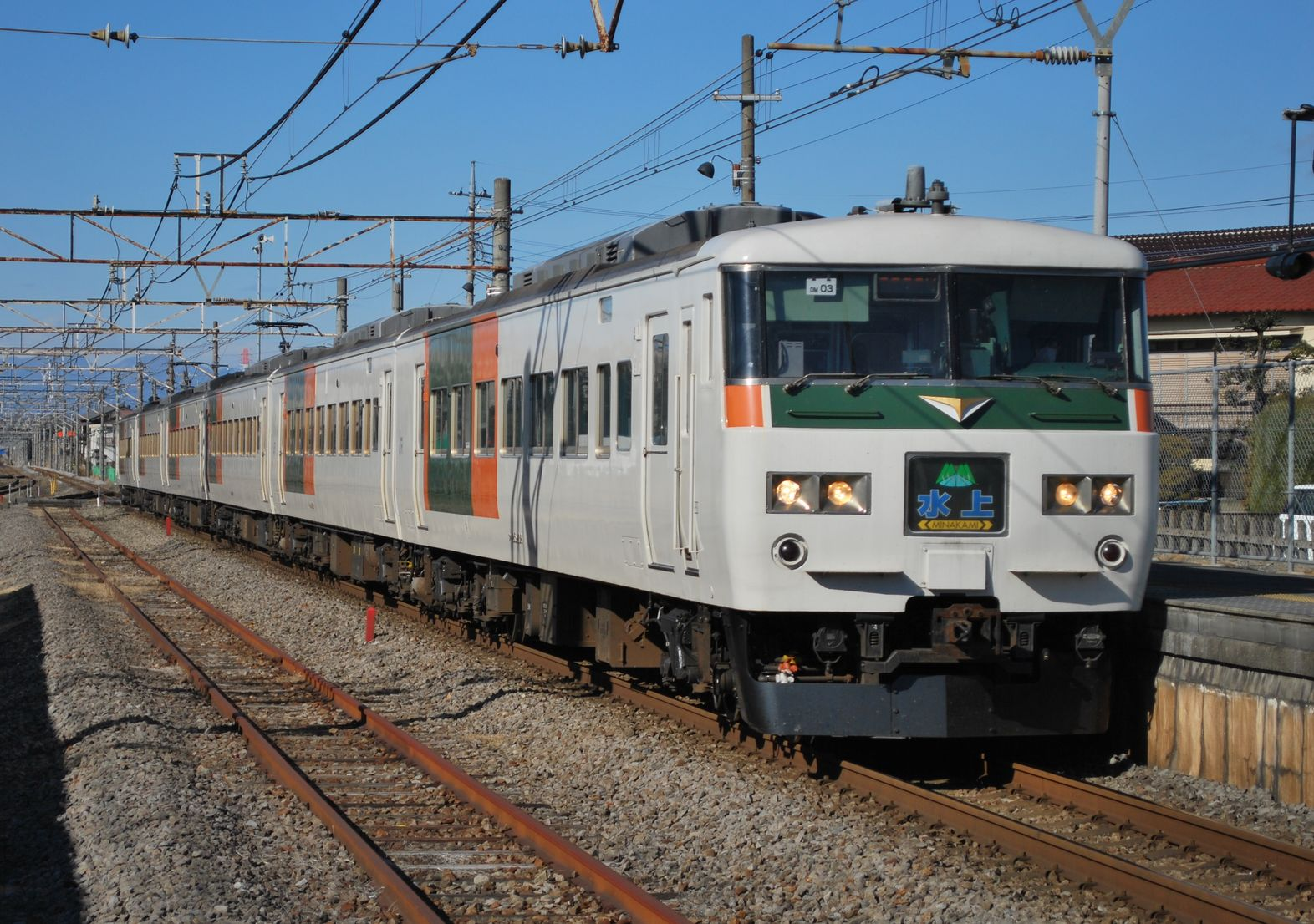
只於季節性行走的特急「水上」。在2013年年尾，2014年正月期間，列車以6卡編成，沒有連結綠色車廂。（2014年1月5日）

現時的臨時列車行走於上野站至水上站之間。曾經在冬季為了運送滑雪乘客，列車行駛至石打站。在夏季部分列車行駛至越後湯澤站。在冬季，列車離開水上站向北方出發，將會停靠越後中里站和越後湯澤站，夏季則停靠土合站。
與整個區間都較多乘客乘坐的「草津」相比，由於「水上」在澀川站至水上站之間較多空位，因此班次慢慢減少。在2010年12月4日時間表修正中，取消所有定期列車班次，只剩下於星期六及日行走的臨時列車（2個往返班次）。在2011年發生日本東北地方太平洋近海地震（東日本大震災）後，星期六及假日只剩1個往返班次。
在2012年3月17日時間表修正後，運輸日期縮短，變成季節列車，同時與「草津」結併運輸。

### 停車站
上野站 - 赤羽站 - 浦和站 - 大宮站 - 上尾站 - 桶川站 - 熊谷站 - 深谷站 - 本庄站 - 高崎站 - 新前橋站 - 澀川站 - 沼田站 - 後閑站 - 水上站
- 在2010年12月4日至2012年2月26日的星期六與假日時間表中，部分列車停靠上尾站，所有列車通過桶川站。
- 在定期行走的時代，設有列車停靠鴻巢站、新町站或上牧站。

### 使用車輛與編成
特急「水上」使用勝田車輛中心所屬的E653系1000番台。。

#### 過去使用的車輛
- 183系電動列車（日语：国鉄183系電車） - 部分臨時列車使用該車輛。
- 185系電動列車（日语：国鉄185系電車） - 曾經以7卡編成行走，當中連結綠色車廂，在2013年12月起變成6卡編成，沒有連結綠色車廂[4]。
- 651系1000番台 - 在2023年3月運營終了。

## 歷史
- 1957年（昭和32年）：開設臨時準急列車「湯煙」，行走於上野站至石打站之間。
- 1958年（昭和33年）：開設臨時準急「奧利根」，行走於上野站至越後湯澤站之間。
- 1959年（昭和34年）：「湯煙」改名為「三國」。
- 1960年（昭和35年）：開設毎日行走的臨時準急列車「湯之里」。
- 1961年（昭和36年）：實施時間表修正，設有以下改動。
  1. 「奧利根」改為行走於新宿站至水上站之間，途經中央本線、八高線和上越線，原本途經高崎線的列車改名為「苗場」。
  2. 開設臨時準急列車「上越出湯」，行走於上野站至水上站之間。

  - 「奧利根」是為了中央本線而改變走線。但是由於八高線為非電氣化區間，因此使用柴油列車行走。
- 1962年（昭和37年）：「上越出湯」廢除。
- 1964年（昭和39年）：開設準急「水上」，行走於上野站至水上站之間。途經八高線的「奧利根」於週末會改名為「三國」。
  - 「水上」在上野站至長野原站之間會與「草津」解併結，並使用柴油列車行走。
- 1965年（昭和40年）：行走於上野站至水上站、石打站之間的準急「水上」、「苗場」和「奧利根」統一名為「奧利根」。途經八高線的「三國」廢除。開設行走於上野站至前橋站、澀川站之間的準急「榛名」。
- 1966年（昭和41年）：「奧利根」和「榛名」升級為急行列車。「榛名」在上野站至前橋站之間舉併入至「赤城」。
- 1968年（昭和43年）：行走於上野站至水上站、石打站之間的急行「奧利根」，以及行走於上野站至澀川站之間的急行「榛名」均改名之「湯煙」。共有下行7班，上行6班。
- 1969年（昭和44年）：開設臨時特急列車「新雪」（日语：／），行走於上野站至石打站之間。
  - 當初該列車的定性為滑雪列車，因此列車以石打站為終點站。在不同季節，列車會行駛至浦佐站、小千谷站或長岡站。使用車輛方面，使用了[[157系（日语：国鉄157系電車）、183系（隸屬新潟運輸所（日语：新潟車両センター）、幕張電車區（日语：幕張車両センター）、田町電車區（日语：田町車両センター））、185系、485系（隸屬仙台運輸所（日语：仙台車両センター）和青森運輸所（日语：青森車両センター）和489系（隸屬金澤運輸所（日语：金沢総合車両所））。
- 1976年（昭和51年）：「湯煙」前往高崎的下行1班變為快速列車。
- 1982年（昭和57年）：實施時間表修正（日语：1982年11月15日国鉄ダイヤ改正），部分急行「湯煙」升級至特急「谷川」（日语：／）。當時特急設有下行4班，上行5班。另外，當初由於185系電動列車200番台數量不足，因此急行「湯煙」過有3個往返班次。

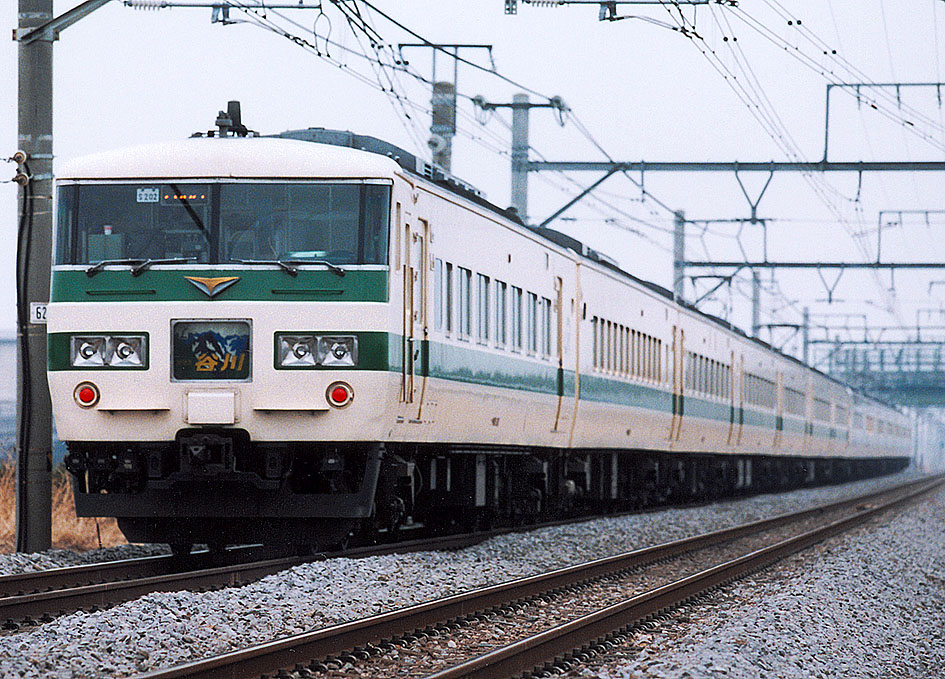
185系「新特急谷川」和「新特急赤城」

- 1985年（昭和60年）：急行「湯煙」，均被廢除，全部併合至「谷川」。「谷川」變成L特急，同時改名為「新特急（日语：新特急）谷川」，共有5個往返班次。
- 1987年（昭和62年）：臨時特急「新雪」結束營運。
- 1997年（平成9年）：隨著上越新幹線東京站至高崎站、越後湯澤站之間開設「谷川」，「新特急谷川」改名為「新特急水上」（日语：／）。

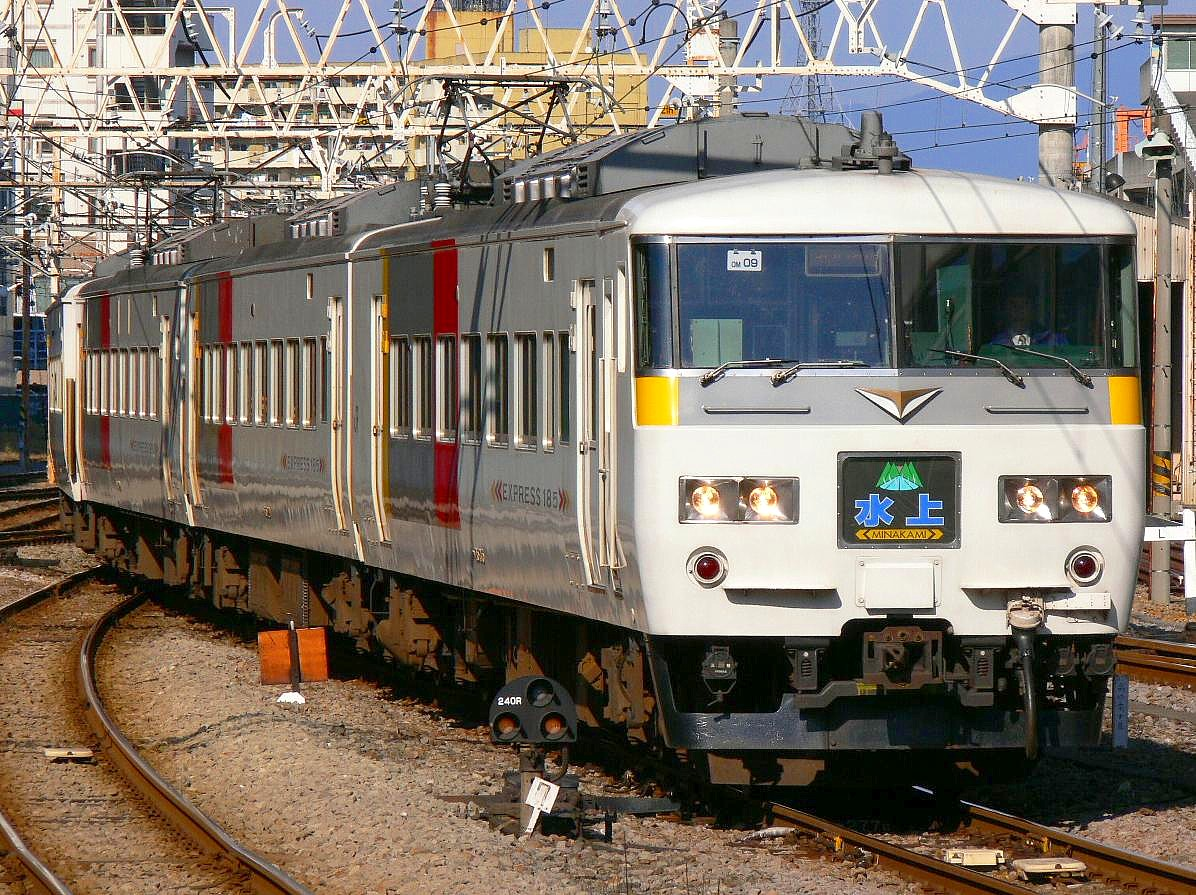
在高崎站進站中，185系時代的水上號

- 2002年（平成14年）：不再成為L特急和新特急，變成特急「水上」[5]。
- 2004年（平成16年）10月16日：所有列車班次與特急「草津」於新前橋站作解併結。另外，1個往返班次變成臨時特急「渡假水上」（Resort水上）。
- 2006年（平成18年）7月22日、9月30日：相隔4年，列車再次延長運輸至越後湯澤站。
- 2007年（平成19年）3月18日：所有全車輛禁煙。
- 2010年（平成22年）12月：隨著客量減少，取消所有定期班次，變為臨時列車（只於星期六及假日行走）。
- 2012年（平成24年）2月：取消所有星期六及假日班次。變為季節性班次，同時不再與「草津」結併。
- 2017年（平成29年）8月：相隔5年，再次設有班次於夏季行走[6]。當年的列車使用651系電動列車。
- 2017年（平成29年）12月：開設冬季班次。車輛使用651系電動列車。
- 2020年（令和2年）12月：開設冬季班次[7]。車輛使用651系電動列車。

## 注腳
1. ↑  2010年12月ダイヤ改正についてPDF（日語） - 東日本旅客鐵道新聞稿 2010年9月24日
2. ↑  JRダイヤ改正 特急「水上」12月に廃止 群馬 （页面存档备份，存于）（日語） - 產經新聞 2010年9月25日
3. ↑  冬の臨時列車の運転について（東日本旅客鉄道） （页面存档备份，存于） - 東日本旅客鐵道新聞稿發表 2023年10月20日
4. ↑  2013年10月 冬の臨時列車のお知らせPDF（日語） - 東日本旅客鐵道高崎支社新聞稿發表 2013年10月18日
5. ↑  . RAIL FAN (鐵道友之會). 2003年3月1日, 50 (2): 24 （日语）.
6. ↑   (PDF). 東日本旅客鉄道株式会社高崎支社. 2017年5月24日  [2017年7月25日]. （原始内容 (PDF)存档于2022年2月6日） （日语）.
7. ↑   (PDF).   [2021-03-26]. （原始内容 (PDF)存档于2022-02-06） （日语）.